# Eishockey-Weltmeisterschaft der Frauen 2005
Die 10. Eishockey-Weltmeisterschaften der Frauen der Internationalen Eishockey-Föderation IIHF waren die Eishockey-Weltmeisterschaften des Jahres 2005. Insgesamt nahmen zwischen dem 3. März und dem 9. April 2005 30 Nationalmannschaften an den fünf Turnieren der Top-Division sowie der Divisionen I bis IV teil.
Bei der neunten Austragung der Top-Division wurde zum ersten Mal die Mannschaft der Vereinigten Staaten Weltmeister. Im Finale bezwang die US-Mannschaft Kanada mit 1:0 im Penaltyschießen. Die deutsche Mannschaft zählte zur Überraschung des Turniers und erreichte den fünften Rang. Die Schweiz konnte in der Division I den sofortigen Wiederaufstieg feiern. Das Team aus Österreich erreichte in der Division II den fünften Rang.

## Teilnehmer, Austragungsorte und -zeiträume
- Top-Division: 2. bis 9. April 2005 in Linköping und Norrköping, Schweden
Teilnehmer:  Volksrepublik China,  Deutschland,  Finnland,  Kanada (Titelverteidiger),  Kasachstan (Aufsteiger),  Russland,  Schweden,  USA

- Division I: 27. März bis 4. April 2005 in Romanshorn, Schweiz
Teilnehmer:  Dänemark (Aufsteiger),  Frankreich,  Japan (Absteiger),  Lettland,  Schweiz (Absteiger),  Tschechien

- Division II: 13. bis 20. März 2005 in Asiago, Italien
Teilnehmer:  Italien,  Niederlande,  Nordkorea (Absteiger),  Norwegen (Absteiger),  Österreich (Aufsteiger),  Slowakei

- Division III: 3. bis 9. März 2005 in Kapstadt, Südafrika
Teilnehmer:  Australien (Absteiger),  Belgien,  Großbritannien (Absteiger),  Slowenien,  Südafrika (Aufsteiger),  Ungarn

- Division IV: 1. bis 4. April 2005 in Dunedin, Neuseeland
Teilnehmer:  Island (Neuling),  Neuseeland (Neuling),  Rumänien (Absteiger),  Südkorea (Absteiger)

## Top-Division
Die Weltmeisterschaft der Frauen wurde vom 2. April bis 9. April 2005 in den Städten Linköping und Norrköping in Schweden ausgetragen. In diesem Jahr nahmen erneut acht Mannschaften an der Weltmeisterschaft teil. Nach acht Titeln in Folge wurde die Siegesserie der Kanadierinnen durchbrochen. Zum ersten Mal wurde die Frauen-Nationalmannschaft der USA Weltmeister; allerdings fiel die Entscheidung im Finale erst im Penaltyschießen. Eine Überraschung bedeutete der letzte Platz der russischen Mannschaft, die aber aufgrund einer nachträglichen Entscheidung, die A-Gruppe auf neun Mannschaften aufzustocken, nicht abstieg.
Am Turnier nahmen acht Nationalmannschaften teil, die in zwei Gruppen zu je vier Teams spielten. Die Ziffern in Klammern benennen die Platzierungen in der IIHF-Weltrangliste.
| Gruppe A       | Gruppe B                |
| Kanada (1)     | USA (2)                 |
| Schweden (4)   | Finnland (3)            |
| Russland (5)   | Deutschland (6)         |
| Kasachstan (9) | Volksrepublik China (7) |

### Modus
Nach den Gruppenspielen der Vorrunde qualifizierten sich die jeweiligen Gruppenersten und -zweiten für das Halbfinale. Die Dritten und Vierten der Gruppen ermittelten im selben Modus die weiteren Plätze, wobei die Mannschaft auf dem achten und letzten Platz in die Division I abstieg. Aufgrund der Aufstockung der Top-Division stieg letztlich aber keine Mannschaft ab.

### Austragungsorte
| Linköping |

| Norrköping |

| Linköping |

| Norrköping |

### Vorrunde

#### Gruppe A
| 2. April 2005 15:30 Uhr (Ortszeit) | Schweden D. Rundqvist (30:57) K. Lundberg (32:52) M. Rooth (48:42) | 3:1 (0:0, 2:1, 1:0) Spielbericht | Russland S. Trefilowa (30:43) | Cloetta Center, Linköping Zuschauer: 2.252 |

| 3. April 2005 15:00 Uhr | Kanada H. Wickenheiser (6:52) C. Piper (12:50) H. Wickenheiser (15:07) G. Kingsbury (16:05) C. Ouellette (26:01) C. Piper (27:52) S. Vaillancourt (31:51) V. Sunohara (32:50) S. Vaillancourt (34:45) C. Bredin (37:23) D. Goyette (42:01) C. Pounder (44:15) J. Hefford (44:58) | 13:0 (4:0, 6:0, 3:0) Spielbericht | Kasachstan | Cloetta Center, Linköping Zuschauer: 1.103 |

| 4. April 2005 20:00 Uhr | Russland | 0:12 (0:1, 0:4, 0:7) Spielbericht | Kanada J. Hefford (15:39) C. Pounder (26:13) H. Wickenheiser (30:03) J. Hefford (33:05) C. Campbell (39:53) C. Ouellette (41:25) J. Hefford (43:50) K. Béchard (45:03) S. Vaillancourt (47:12) G. Apps (48:30) G. Kingsbury (57:22) C. Campbell (58:49) | Cloetta Center, Linköping Zuschauer: 1.098 |

| 4. April 2005 20:00 Uhr | Schweden M. Rooth (40:17) E. O’Konor (47:43) M. Rooth (48:43) G. Andersson (52:03) F. Nevalainen (56:37) | 5:1 (0:0, 0:0, 5:1) Spielbericht | Kasachstan O. Potapowa (57:51) | Himmelstalundshallen, Norrköping Zuschauer: 461 |

| 6. April 2005 16:00 Uhr | Kasachstan S. Malzewa (12:32) M. Atarskaja (48:44) | 2:2 (1:1, 0:1, 1:0) Spielbericht | Russland I. Gawrilowa (9:18) T. Burina (24:53) | Cloetta Center, Linköping Zuschauer: 954 |

| 6. April 2005 20:00 Uhr | Kanada D. Goyette (11:46) C. MacLeod (14:55) C. Piper (19:06) K. Béchard (24:02) G. Apps (28:14) J. Botterill (29:82) V. Sunohara (39:39) G. Apps (44:36) H. Wickenheiser (46:13) G. Apps (51:44) | 10:0 (3:0, 4:0, 3:0) Spielbericht | Schweden | Cloetta Center, Linköping Zuschauer: 2.513 |

| Pl. |            | Sp | S | U | N | Tore  | Punkte |
| 1.  | Kanada     | 3  | 3 | 0 | 0 | 35:0  | 6      |
| 2.  | Schweden   | 3  | 2 | 0 | 1 | 08:12 | 4      |
| 3.  | Russland   | 3  | 0 | 1 | 2 | 03:17 | 1      |
| 4.  | Kasachstan | 3  | 0 | 1 | 2 | 03:20 | 1      |

Abkürzungen: Pl. = Platz, Sp = Spiele, S = Siege, U = Unentschieden, N = Niederlagen

Erläuterungen: Finalrundenqualifikant, Relegationsrundenqualifikant

#### Gruppe B
| 3. April 2005 16:00 Uhr | USA J. Chu (3:33) A. Ruggiero (4:50) J. Potter (13:03) S. Parsons (18:33) K. Wendell (27:00) N. Darwitz (33:44) C. Kennedy (43:33) S. Parsons (52:55) | 8:2 (4:1, 2:0, 2:1) Spielbericht | Volksrepublik China Jin F. (11:21) Sun R. (52:31) | Himmelstalundshallen, Norrköping Zuschauer: 214 |

| 3. April 2005 20:00 Uhr | Finnland K. Kovalainen (9:51) K. Kovalainen (14:11) K. Riipi (14:34) K. Rantamäki (21:25) K. Rantamäki (34:42) | 5:1 (3:0, 2:0, 0:1) Spielbericht | Deutschland M. Lanzl (55:48) | Himmelstalundshallen, Norrköping Zuschauer: nicht bekannt |

| 5. April 2005 20:00 Uhr | Deutschland | 0:7 (0:5, 0:1, 0:1) Spielbericht | USA J. Chu (3:19) K. Kauth (3:26) Ka. King (3:32) K. Wendell (17:47) Ka. King (18:24) K. Stephens (28:31) K. Stephens (40:49) | Cloetta Center, Linköping Zuschauer: 1.008 |

| 5. April 2005 20:00 Uhr | Finnland J. Hiirikoski (28:41) S. Tuominen (29:48) T. Mertanen (33:08) S. Hoikkala (35:42) S. Hoikkala (56:39) | 5:1 (0:0, 4:1, 1:0) Spielbericht | Volksrepublik China Zhang B. (26:00) | Himmelstalundshallen, Norrköping Zuschauer: 210 |

| 6. April 2005 16:00 Uhr | Volksrepublik China Sun R. (7:32) Jin F. (42:50) Sun R. (51:32) | 3:3 (1:1, 0:2, 2:0) Spielbericht | Deutschland A. Scheytt (9:21) M. Lanzl (20:19) C. Oswald (24:18) | Himmelstalundshallen, Norrköping Zuschauer: 87 |

| 6. April 2005 20:00 Uhr | USA S. Looney (9:01) A. Ruggiero (17:28) K. Wendell (21:52) C. Granato (28:06) K. Wendell (34:09) L. Wall (44:54) J. Potter (48:08) Kr. King (51:47) | 8:1 (2:0, 3:0, 3:1) Spielbericht | Finnland K. Kovalainen (42:42) | Himmelstalundshallen, Norrköping Zuschauer: 300 |

| Pl. |                     | Sp | S | U | N | Tore  | Punkte |
| 1.  | USA                 | 3  | 3 | 0 | 0 | 23:03 | 6      |
| 2.  | Finnland            | 3  | 2 | 0 | 1 | 11:10 | 4      |
| 3.  | Volksrepublik China | 3  | 0 | 1 | 2 | 06:16 | 1      |
| 4.  | Deutschland         | 3  | 0 | 1 | 2 | 04:15 | 1      |

Abkürzungen: Pl. = Platz, Sp = Spiele, S = Siege, U = Unentschieden, N = Niederlagen

Erläuterungen: Finalrundenqualifikant, Relegationsrundenqualifikant

### Relegationsrunde
|  | Platzierungsspiele | Platzierungsspiele  | Platzierungsspiele |                  |  | Spiel um Platz 5 | Spiel um Platz 5    | Spiel um Platz 5 |
|  |                    |                     |                    |                  |  |                  |                     |                  |
|  |                    |                     |                    |                  |  |                  |                     |                  |
|  | A3                 | Russland            | 1                  |                  |  |                  |                     |                  |
|  | B4                 | Deutschland         | 2                  |                  |  | B4               | Deutschland         | 3                |
|  |                    |                     |                    |                  |  | B3               | Volksrepublik China | 0                |
|  |                    |                     |                    |                  |  |                  |                     |                  |
|  |                    |                     |                    | Spiel um Platz 7 |  |                  |                     |                  |
|  | B3                 | Volksrepublik China | 3                  |                  |  |                  |                     |                  |
|  | A4                 | Kasachstan          | 0                  |                  |  | A3               | Russland            | 1                |
|  |                    |                     |                    |                  |  | A4               | Kasachstan          | 2                |
|  |                    |                     |                    |                  |  |                  |                     |                  |

| 8. April 2005 15:00 Uhr (Ortszeit) | Volksrepublik China Zhang B. (19:47) Sun R. (24:11) Jin F. (42:06) | 3:0 (1:0, 1:0, 1:0) Spielbericht | Kasachstan | Himmelstalundshallen, Norrköping Zuschauer: 42 |

| 8. April 2005 19:00 Uhr | Russland T. Sotnikowa (17:51) | 1:2 (1:1, 0:1, 0:0) Spielbericht | Deutschland S. Fellner (10:52) S. Götz (24:48) | Himmelstalundshallen, Norrköping Zuschauer: 60 |

Spiel um Platz 7 (Relegation)
| 9. April 2005 15:00 Uhr | Russland S. Schtscheltschkowa (5:34) | 1:2 n. P. (1:0, 0:1, 0:0, 0:0, 1:0) Spielbericht | Kasachstan N. Jakowtschuk (32:50) O. Potapowa (PS) | Himmelstalundshallen, Norrköping Zuschauer: 50 |

Spiel um Platz 5
| 9. April 2005 19:00 Uhr | Deutschland M. Lanzl (18:37) S. Frühwirt (35:36) M. Lanzl (43:42) | 3:0 (1:0, 1:0, 1:0) Spielbericht | Volksrepublik China | Himmelstalundshallen, Norrköping Zuschauer: 65 |

### Finalrunde
|  | Halbfinale | Halbfinale | Halbfinale |                  |  | Finale | Finale   | Finale |
|  |            |            |            |                  |  |        |          |        |
|  |            |            |            |                  |  |        |          |        |
|  | A1         | Kanada     | 3          |                  |  |        |          |        |
|  | B2         | Finnland   | 0          |                  |  | A1     | Kanada   | 0      |
|  |            |            |            |                  |  | B1     | USA      | 1      |
|  |            |            |            |                  |  |        |          |        |
|  |            |            |            | Spiel um Platz 3 |  |        |          |        |
|  | B1         | USA        | 4          |                  |  |        |          |        |
|  | A2         | Schweden   | 1          |                  |  | B2     | Finnland | 2      |
|  |            |            |            |                  |  | A2     | Schweden | 5      |
|  |            |            |            |                  |  |        |          |        |

Halbfinale
| 8. April 2005 16:00 Uhr (Ortszeit) | Kanada H. Wickenheiser (23:17) J. Hefford (24:04) J. Hefford (51:26) | 3:0 (0:0, 2:0, 1:0) Spielbericht | Finnland | Cloetta Center, Linköping Zuschauer: 1.648 |

| 8. April 2005 20:00 Uhr | USA K. Stephens (23:38) Ka. King (36:38) M. Engstrom (38:27) N. Darwitz (43:40) | 4:1 (0:1, 3:0, 1:0) Spielbericht | Schweden T. Sjölander (19:09) | Cloetta Center, Linköping Zuschauer: 2.192 |

Spiel um Platz 3
| 9. April 2005 15:30 Uhr | Finnland S. Hoikkala (15:58) S. Sirviö (25:21) | 2:5 (1:1, 1:0, 0:4) Spielbericht | Schweden M. Rooth (0:24) A. Vikman (43:52) E. O’Konor (48:04) E. Holst (55:08) M. Rooth (59:46) | Cloetta Center, Linköping Zuschauer: 2.536 |

Finale
| 9. April 2005 20:00 Uhr | Kanada | 0:1 n. P. (0:0, 0:0, 0:0, 0:0, 0:1) Spielbericht | USA A. Ruggiero (PS) | Cloetta Center, Linköping Zuschauer: 4.468 |

### Statistik

#### Beste Scorerinnen
Abkürzungen:  Sp = Spiele, T = Tore, V = Assists, Pkt = Punkte, SM = Strafminuten; Fett:  Turnierbestwert
| Spieler             | Team     | Sp | T | V | Pkt | SM |
| ------------------- | -------- | -- | - | - | --- | -- |
| Krissy Wendell      | USA      | 5  | 4 | 5 | 9   | 0  |
| Jayna Hefford       | Kanada   | 5  | 6 | 2 | 8   | 0  |
| Hayley Wickenheiser | Kanada   | 5  | 5 | 3 | 8   | 6  |
| Sarah Vaillancourt  | Kanada   | 5  | 3 | 5 | 8   | 2  |
| Caroline Ouellette  | Kanada   | 5  | 2 | 6 | 8   | 0  |
| Kelly Stephens      | USA      | 5  | 3 | 4 | 7   | 16 |
| Jennifer Botterill  | Kanada   | 5  | 1 | 6 | 7   | 4  |
| Gillian Apps        | Kanada   | 5  | 4 | 2 | 6   | 8  |
| Satu Hoikkala       | Finnland | 5  | 3 | 3 | 6   | 6  |
| Angela Ruggiero     | USA      | 5  | 3 | 3 | 6   | 10 |

#### Beste Torhüterinnen
Abkürzungen:  Sp = Spiele, Min = Eiszeit (in Minuten), SaT = Schüsse aufs Tor, GT = Gegentore, SVS = Gehaltene Schüsse, Sv% = Fangquote, GTS = Gegentorschnitt, SO = Shutouts; Fett:  Turnierbestwert
| Spieler                   | Team                | Sp | Min    | SaT | GT | SVS | Sv%    | GTS  | SO |
| ------------------------- | ------------------- | -- | ------ | --- | -- | --- | ------ | ---- | -- |
| Charline Labonté          | Kanada              | 2  | 120:00 | 23  | 0  | 23  | 100,00 | 0,00 | 2  |
| Kim St-Pierre             | Kanada              | 3  | 200:00 | 66  | 1  | 65  | 98,48  | 0,30 | 2  |
| Chanda Gunn               | USA                 | 5  | 230:01 | 62  | 2  | 60  | 96,77  | 0,52 | 3  |
| Stephanie Wartosch-Kürten | Deutschland         | 5  | 265:48 | 136 | 10 | 126 | 92,65  | 2,26 | 1  |
| Natalja Trunowa           | Kasachstan          | 5  | 279:27 | 214 | 19 | 195 | 91,12  | 4,08 | 0  |
| Huo Lina                  | Volksrepublik China | 5  | 300:00 | 210 | 19 | 191 | 90,95  | 3,80 | 1  |
| Anna-Kaisa Piiroinen      | Finnland            | 5  | 269:38 | 130 | 13 | 117 | 90,00  | 2,89 | 0  |
| Marija Onolbajewa         | Russland            | 5  | 281:56 | 115 | 13 | 102 | 88,70  | 2,77 | 0  |
| Kim Martin                | Schweden            | 4  | 209:12 | 102 | 13 | 89  | 87,25  | 3,73 | 0  |

### Abschlussplatzierungen
| Pl. | Team                |
| --- | ------------------- |
| 1   | USA                 |
| 2   | Kanada              |
| 3   | Schweden            |
| 4   | Finnland            |
| 5   | Deutschland         |
| 6   | Volksrepublik China |
| 7   | Kasachstan          |
| 8   | Russland            |

### Titel, Auf- und Abstieg
| Weltmeister USA | Megan van Beusekom, Julie Chu, Natalie Darwitz, Molly Engstrom, Cammi Granato, Chanda Gunn, Jamie Hagerman, Kim Insalaco, Kathleen Kauth, Courtney Kennedy, Katie King, Kristin King, Shelley Looney, Sarah Parsons, Jenny Potter, Helen Resor, Angela Ruggiero, Kelly Stephens, Lyndsay Wall, Krissy Wendell Trainerstab: Ben Smith, Alana Blahoski, Mike Gilligan, Tim Gerrish |

| Silber Kanada | Gillian Apps, Kelly Béchard, Jennifer Botterill, Correne Bredin, Cassie Campbell, Delaney Collins, Danielle Goyette, Jayna Hefford, Becky Kellar, Gina Kingsbury, Charline Labonté, Carla MacLeod, Caroline Ouellette, Cherie Piper, Cheryl Pounder, Colleen Sostorics, Kim St-Pierre, Vicky Sunohara, Sarah Vaillancourt, Hayley Wickenheiser Trainerstab: Melody Davidson, Tim Bothwell, Margot Page, Dave Jamieson |

| Bronze Schweden | Cecilia Andersson, Gunilla Andersson, Jenni Asserholt, Ann-Louise Edstrand, Emma Eliasson, Elin Holmlöv, Erika Holst, Nanna Jansson, Ylva Lindberg, Kristina Lundberg, Kim Martin, Frida Nevalainen, Emelie O’Konor, Maria Rooth, Danijela Rundqvist, Evelina Samuelsson, Therése Sjölander, Katarina Timglas, Anna Vikman, Pernilla Winberg Trainerstab: Peter Elander, Terho Nevalainen, Peter Bolin |

| Aufsteiger in die Top-Division: | Schweiz |

### Auszeichnungen
Spielertrophäen
| Auszeichnung          | Spieler         | Team   |
| --------------------- | --------------- | ------ |
| Beste Torhüterin      | Chanda Gunn     | USA    |
| Beste Verteidigerin   | Angela Ruggiero | USA    |
| Beste Stürmerin       | Jayna Hefford   | Kanada |
| Wertvollste Spielerin | Krissy Wendell  | USA    |

All-Star-Team
| Angriff:      | Maria Rooth – Hayley Wickenheiser – Krissy Wendell |
| Verteidigung: | Cheryl Pounder – Angela Ruggiero                   |
| Tor:          | Natalja Trunowa                                    |

## Division I
Vom 27. März bis zum 4. April 2005 fand das Weltmeisterschaftsturnier der Division I in Romanshorn in der Schweiz statt. Sechs Mannschaften nahmen daran teil. Aufgrund der Aufstockung der WM-Gruppe auf neun Mannschaften musste kein Team aus der Division I absteigen. Austragungsort war das Eissportzentrum Oberthurgau, insgesamt besuchten knapp 3.500 Zuschauer das Turnier.
| 27. März 2005 13:30 Uhr (Ortszeit) | Frankreich | 2:2 (0:0, 1:1, 1:1) Spielbericht | Tschechien | Eissportzentrum Oberthurgau, Romanshorn Zuschauer: 110 |

| 27. März 2005 16:30 Uhr | Dänemark | 0:11 (0:5, 0:3, 0:3) Spielbericht | Schweiz | Eissportzentrum Oberthurgau, Romanshorn Zuschauer: 611 |

| 27. März 2005 20:00 Uhr | Lettland | 1:5 (1:0, 0:1, 0:4) Spielbericht | Japan | Eissportzentrum Oberthurgau, Romanshorn Zuschauer: 88 |

| 28. März 2005 13:30 Uhr | Tschechien | 4:2 (1:1, 2:0, 1:1) Spielbericht | Dänemark | Eissportzentrum Oberthurgau, Romanshorn Zuschauer: 72 |

| 28. März 2005 16:45 Uhr | Japan | 5:1 (0:1, 4:0, 1:0) Spielbericht | Frankreich | Eissportzentrum Oberthurgau, Romanshorn Zuschauer: 56 |

| 28. März 2005 20:00 Uhr | Schweiz | 5:2 (1:0, 2:0, 2:2) Spielbericht | Lettland | Eissportzentrum Oberthurgau, Romanshorn Zuschauer: 465 |

| 30. März 2005 13:30 Uhr | Dänemark | 9:4 (5:1, 1:2, 3:1) Spielbericht | Lettland | Eissportzentrum Oberthurgau, Romanshorn Zuschauer: 40 |

| 30. März 2005 16:45 Uhr | Japan | 1:0 (1:0, 0:0, 0:0) Spielbericht | Tschechien | Eissportzentrum Oberthurgau, Romanshorn Zuschauer: 123 |

| 30. März 2005 20:00 Uhr | Schweiz | 7:2 (2:2, 3:0, 2:0) Spielbericht | Frankreich | Eissportzentrum Oberthurgau, Romanshorn Zuschauer: 461 |

| 1. April 2005 13:30 Uhr | Lettland | 4:6 (1:2, 2:3, 1:1) Spielbericht | Frankreich | Eissportzentrum Oberthurgau, Romanshorn Zuschauer: 72 |

| 1. April 2005 16:45 Uhr | Tschechien | 1:3 (0:2, 1:0, 0:1) Spielbericht | Schweiz | Eissportzentrum Oberthurgau, Romanshorn Zuschauer: 327 |

| 1. April 2005 20:00 Uhr | Japan | 5:3 (3:1, 0:1, 2:1) Spielbericht | Dänemark | Eissportzentrum Oberthurgau, Romanshorn Zuschauer: nicht bekannt |

| 2. April 2005 13:30 Uhr | Tschechien | 6:1 (2:0, 2:0, 2:1) Spielbericht | Lettland | Eissportzentrum Oberthurgau, Romanshorn Zuschauer: 83 |

| 2. April 2005 16:45 Uhr | Frankreich | 7:1 (2:0, 3:1, 2:0) Spielbericht | Dänemark | Eissportzentrum Oberthurgau, Romanshorn Zuschauer: 127 |

| 2. April 2005 20:00 Uhr | Schweiz | 3:2 (1:0, 1:1, 1:1) Spielbericht | Japan | Eissportzentrum Oberthurgau, Romanshorn Zuschauer: 857 |

| Pl. |            | Sp | S | U | N | Tore  | Punkte |
| 1.  | Schweiz    | 5  | 5 | 0 | 0 | 29:07 | 10     |
| 2.  | Japan      | 5  | 4 | 0 | 1 | 18:08 | 8      |
| 3.  | Tschechien | 5  | 2 | 1 | 2 | 13:09 | 5      |
| 4.  | Frankreich | 5  | 2 | 1 | 2 | 18:19 | 5      |
| 5.  | Dänemark   | 5  | 1 | 0 | 4 | 15:31 | 2      |
| 6.  | Lettland   | 5  | 0 | 0 | 5 | 12:31 | 0      |

Abkürzungen: Pl. = Platz, Sp = Spiele, S = Siege, U = Unentschieden, N = Niederlagen

Erläuterungen: Aufsteiger in die Top-Division

### Auf- und Abstieg
| Aufsteiger in die Top-Division: | Schweiz  |
| Aufsteiger in die Division I:   | Norwegen |

## Division II
Vom 13. bis zum 20. März 2005 fand das Weltmeisterschaftsturnier der Division II in Asiago in Italien statt. Sechs Mannschaften nahmen daran teil. Da es keinen Absteiger aus der Division I gab, mussten die Niederlande nicht in die Division III absteigen.
| 14. März 2005 14:00 Uhr (Ortszeit) | Slowakei | 2:1 (0:0, 0:1, 1:1) Spielbericht | Nordkorea | Pala Hodegart, Asiago Zuschauer: 160 |

| 14. März 2005 17:00 Uhr | Österreich | 0:3 (0:0, 0:2, 0:1) Spielbericht | Norwegen | Pala Hodegart, Asiago Zuschauer: 280 |

| 14. März 2005 20:30 Uhr | Niederlande | 0:5 (0:4, 0:0, 0:1) Spielbericht | Italien | Pala Hodegart, Asiago Zuschauer: 600 |

| 15. März 2005 14:00 Uhr | Norwegen | 2:3 (1:0, 0:3, 1:0) Spielbericht | Slowakei | Pala Hodegart, Asiago Zuschauer: 400 |

| 15. März 2005 17:00 Uhr | Nordkorea | 6:0 (1:0, 3:0, 2:0) Spielbericht | Niederlande | Pala Hodegart, Asiago Zuschauer: 400 |

| 15. März 2005 20:30 Uhr | Italien | 6:1 (1:0, 1:0, 4:1) Spielbericht | Österreich | Pala Hodegart, Asiago Zuschauer: 850 |

| 17. März 2005 14:00 Uhr | Norwegen | 7:1 (3:1, 2:0, 2:0) Spielbericht | Niederlande | Pala Hodegart, Asiago Zuschauer: 110 |

| 17. März 2005 17:00 Uhr | Österreich | 1:8 (0:0, 0:5, 1:3) Spielbericht | Slowakei | Pala Hodegart, Asiago Zuschauer: 150 |

| 17. März 2005 20:30 Uhr | Nordkorea | 1:6 (0:2, 1:2, 0:2) Spielbericht | Italien | Pala Hodegart, Asiago Zuschauer: 1300 |

| 18. März 2005 14:00 Uhr | Slowakei | 3:2 (2:0, 0:0, 1:2) Spielbericht | Niederlande | Pala Hodegart, Asiago Zuschauer: 180 |

| 18. März 2005 17:00 Uhr | Nordkorea | 4:3 (1:0, 1:2, 2:1) Spielbericht | Österreich | Pala Hodegart, Asiago Zuschauer: 170 |

| 18. März 2005 20:30 Uhr | Italien | 2:5 (0:3, 1:1, 1:1) Spielbericht | Norwegen | Pala Hodegart, Asiago Zuschauer: 1.850 |

| 20. März 2005 12:00 Uhr | Norwegen | 4:0 (0:0, 3:0, 1:0) Spielbericht | Nordkorea | Pala Hodegart, Asiago Zuschauer: 180 |

| 20. März 2005 15:00 Uhr | Niederlande | 3:5 (1:2, 1:2, 1:1) Spielbericht | Österreich | Pala Hodegart, Asiago Zuschauer: 620 |

| 20. März 2005 18:30 Uhr | Italien | 2:0 (1:0, 1:0, 0:0) Spielbericht | Slowakei | Pala Hodegart, Asiago Zuschauer: 2.050 |

| Pl. |             | Sp | S | U | N | Tore  | Punkte |
| 1.  | Norwegen    | 5  | 4 | 0 | 1 | 21:06 | 8      |
| 2.  | Italien     | 5  | 4 | 0 | 1 | 21:07 | 8      |
| 3.  | Slowakei    | 5  | 4 | 0 | 1 | 16:08 | 8      |
| 4.  | Nordkorea   | 5  | 2 | 0 | 3 | 12:15 | 4      |
| 5.  | Österreich  | 5  | 1 | 0 | 4 | 10:24 | 2      |
| 6.  | Niederlande | 5  | 0 | 0 | 5 | 06:26 | 0      |

Abkürzungen: Pl. = Platz, Sp = Spiele, S = Siege, U = Unentschieden, N = Niederlagen

Erläuterungen: Aufsteiger in die Division I

### Auf- und Abstieg
| Aufsteiger in die Division I:  | Norwegen  |
| Aufsteiger in die Division II: | Slowenien |

## Division III
Vom 3. bis zum 9. März 2005 fand das Weltmeisterschaftsturnier der Division III in der südafrikanischen Metropole Kapstadt statt. Die Spiele finden in der 2.800 Zuschauer fassenden Grand West Ice Station statt. Sechs Mannschaften nahmen daran teil. Wie in allen anderen Divisionen gab es auch in dieser Division keinen Absteiger.
| 3. März 2005 12:30 Uhr (Ortszeit) | Ungarn | 0:5 (0:2, 0:0, 0:3) Spielbericht | Großbritannien | Grand West Ice Station, Kapstadt Zuschauer: 100 |

| 3. März 2005 16:00 Uhr | Belgien | 0:6 (0:3, 0:1, 0:2) Spielbericht | Slowenien | Grand West Ice Station, Kapstadt Zuschauer: 100 |

| 3. März 2005 19:30 Uhr | Südafrika | 1:11 (1:4, 0:3, 0:4) Spielbericht | Australien | Grand West Ice Station, Kapstadt Zuschauer: 1.000 |

| 4. März 2005 12:30 Uhr | Großbritannien | 11:0 (5:0, 3:0, 3:0) Spielbericht | Belgien | Grand West Ice Station, Kapstadt Zuschauer: 100 |

| 4. März 2005 16:00 Uhr | Australien | 0:3 (0:0, 0:3, 0:0) Spielbericht | Ungarn | Grand West Ice Station, Kapstadt Zuschauer: 150 |

| 4. März 2005 19:30 Uhr | Südafrika | 2:19 (0:6, 1:6, 1:7) Spielbericht | Slowenien | Grand West Ice Station, Kapstadt Zuschauer: 500 |

| 6. März 2005 12:30 Uhr | Australien | 1:1 (0:0, 1:0, 0:1) Spielbericht | Belgien | Grand West Ice Station, Kapstadt Zuschauer: 150 |

| 6. März 2005 16:00 Uhr | Großbritannien | 1:4 (0:0, 1:1, 0:3) Spielbericht | Slowenien | Grand West Ice Station, Kapstadt Zuschauer: 250 |

| 6. März 2005 19:30 Uhr | Südafrika | 1:9 (0:2, 1:4, 0:3) Spielbericht | Ungarn | Grand West Ice Station, Kapstadt Zuschauer: 500 |

| 7. März 2005 12:30 Uhr | Slowenien | 7:1 (2:1, 4:0, 1:0) Spielbericht | Australien | Grand West Ice Station, Kapstadt Zuschauer: 50 |

| 7. März 2005 16:00 Uhr | Ungarn | 3:0 (0:0, 0:0, 3:0) Spielbericht | Belgien | Grand West Ice Station, Kapstadt Zuschauer: 41 |

| 7. März 2005 19:30 Uhr | Großbritannien | 19:0 (5:0, 4:0, 10:0) Spielbericht | Südafrika | Grand West Ice Station, Kapstadt Zuschauer: 500 |

| 9. März 2005 12:30 Uhr | Ungarn | 4:5 (4:2, 0:2, 0:1) Spielbericht | Slowenien | Grand West Ice Station, Kapstadt Zuschauer: 100 |

| 9. März 2005 16:00 Uhr | Australien | 2:6 (2:1, 0:3, 0:2) Spielbericht | Großbritannien | Grand West Ice Station, Kapstadt Zuschauer: 100 |

| 9. März 2005 19:30 Uhr | Belgien | 3:2 (0:0, 2:1, 1:1) Spielbericht | Südafrika | Grand West Ice Station, Kapstadt Zuschauer: 800 |

| Pl. |                | Sp | S | U | N | Tore  | Punkte |
| 1.  | Slowenien      | 5  | 5 | 0 | 0 | 41:08 | 10     |
| 2.  | Großbritannien | 5  | 4 | 0 | 1 | 42:06 | 8      |
| 3.  | Belgien        | 5  | 2 | 1 | 2 | 07:20 | 5      |
| 4.  | Ungarn         | 5  | 2 | 0 | 3 | 16:14 | 4      |
| 5.  | Australien     | 5  | 1 | 1 | 3 | 15:18 | 3      |
| 6.  | Südafrika      | 5  | 0 | 0 | 5 | 06:61 | 0      |

Abkürzungen: Pl. = Platz, Sp = Spiele, S = Siege, U = Unentschieden, N = Niederlagen

Erläuterungen: Aufsteiger in die Division II

### Auf- und Abstieg
| Aufsteiger in die Division II:  | Slowenien |
| Aufsteiger in die Division III: | Südkorea  |

## Division IV
Vom 1. bis zum 4. April 2005 fand das Weltmeisterschaftsturnier der Division IV in Dunedin in Neuseeland statt. Vier Mannschaften nahmen daran teil.
| 1. April 2005 13:30 Uhr (Ortszeit) | 1. April 2005 1:30 Uhr (MESZ) | Neuseeland | 3:0 (2:0, 1:0, 0:0) Spielbericht | Rumänien | Ice Stadium, Dunedin Zuschauer: nicht bekannt |

| 1. April 2005 16:30 Uhr | 1. April 2005 4:30 Uhr | Südkorea | 8:2 (3:0, 4:0, 1:2) Spielbericht | Island | Ice Stadium, Dunedin Zuschauer: nicht bekannt |

| 2. April 2005 13:00 Uhr | 2. April 2005 1:00 Uhr | Rumänien | 2:0 (0:0, 2:0, 0:0) Spielbericht | Island | Ice Stadium, Dunedin Zuschauer: 150 |

| 2. April 2005 16:00 Uhr | 2. April 2005 4:00 Uhr | Südkorea | 5:2 (2:0, 2:1, 1:1) Spielbericht | Neuseeland | Ice Stadium, Dunedin Zuschauer: 315 |

| 4. April 2005 13:00 Uhr | 4. April 2005 1:00 Uhr | Rumänien | 1:2 (0:0, 1:1, 0:1) Spielbericht | Südkorea | Ice Stadium, Dunedin Zuschauer: 150 |

| 4. April 2005 16:00 Uhr | 4. April 2005 4:00 Uhr | Island | 4:4 (1:3, 0:0, 3:1) Spielbericht | Neuseeland | Ice Stadium, Dunedin Zuschauer: 150 |

| Pl. |            | Sp | S | U | N | Tore  | Punkte |
| 1.  | Südkorea   | 3  | 3 | 0 | 0 | 15:05 | 6      |
| 2.  | Neuseeland | 3  | 1 | 1 | 1 | 09:09 | 3      |
| 3.  | Rumänien   | 3  | 1 | 0 | 2 | 03:05 | 2      |
| 4.  | Island     | 3  | 0 | 1 | 2 | 06:14 | 1      |

Abkürzungen: Pl. = Platz, Sp = Spiele, S = Siege, U = Unentschieden, N = Niederlagen

Erläuterungen: Aufsteiger in die Division III

### Auf- und Abstieg
| Aufsteiger in die Division III: | Südkorea |